# Magnus Stenbock
Magnus Stenbock (Stockholm, 1664. május 12. – Koppenhága, 1717. február 23.) gróf, svéd hadvezér.

## Élete
Tanulmányainak befejezése után holland szolgálatba lépett és 1688-tól Badeni Lajos őrgróf és György Frigyes Waldeck hercege alatt kitüntetéssel harcolt a Pfalzi örökösödési háborúban a Rajnánál. 1697-ben mint egy német ezred ezredese saját hazájának szolgálatába állt és részt vett XII. Károly majdnem minden hadjáratában és különösen a narvai győzelem kivívását nagyban elősegítette. 1707-ben kinevezték Schonen helytartójává. Midőn IV. Frigyes Dániából 1709-ben Schonenban kikötött, Stenbock 1710. február 28-án Helsingborg és 1712. december 20-án Gadebusch mellett megverte a dánokat, majd Holsteinnak fordult és 1713. január 9-én Altonát felégette, de ugyanezen év május 6-án Tönning mellett a dán, orosz és szász csapatoktól körülvétetvén, 12 000 emberével hadifogságba esett. A koppenhágai börtönben halt meg 1717-ben. Emlékiratai Memoires címmel Frankfurtban jelentek meg (1745); életét leírta Laenborn (Stockholm 1757-65, 4 kötet).